# Francisco Almela
Francisco Almela Vives (Vinaroz, 9 de noviembre de 1903-Valencia, 24 de septiembre de 1967) fue un escritor e historiador español.

## Biografía
Aunque nació en Vinaroz, pasó pocos años a esta localidad, trasladándose pronto a Valencia con su familia, donde ingresó en el Instituto Profesional y Técnico para cursar el bachillerato. La muerte de su padre en 1914 lo obligó a ponerse a trabajar como escribiente en una notaría para poder continuar los estudios. Se licenció en Filosofía y Letras por la Universidad de Valencia en la especialidad de Historia. 
Desde bien joven se implica en actividades nacionalistas desde una vertiente estrictamente cultural. Presidió la entidad Nostra Parla, constituida por tres ramas radicadas en Cataluña, Valencia y las Islas Baleares, y que tenía por objetivo el impulso de la unidad de la lengua catalana. Esta entidad desapareció en 1923 con el advenimiento de la dictadura de Primo de Rivera. 
Fue fundador, junto con Enric Navarro y Borràs, Adolf Pizcueta y Alfonso, Miquel Duran de València y Francesc Caballero Muñoz de la revista literaria Taula de Lletres Valencianes. El 17 de mayo de 1930 salió a la calle la revista semanal Nostra Novel·la, una interesante iniciativa literaria destinada a ensanchar el público lector de narrativa en catalán, de la cual fue director Almela y que contó con el apoyo de los principales intelectuales y escritores del momento, como por ejemplo Josep Bolea, Adolf Pizcueta, Enric Duran y Tortajada, Fausto Hernández Casajuana y Maximiliano Thous y Llorens. Nostra Novel·la editaría desde su fundación obra narrativa de más de cincuenta escritores valencianos.
Sus primeras obras de creación han serán dos recopilatorios de poesía, L'espill a trossos (1928) y Joujou (1933) y la obra de teatro L'Antigor (1931), estrenada con éxito al Teatro Alkázar. El 1930 publicó en la revista Nostra Novel·la, Novel·la d'una novel·la, que él mismo tradujo posteriormente al castellano y que fue publicada en Buenos Aires cuatro años después. También escribió algunas obras de teatro en un intento de renovar el teatro valenciano, rescatándolo de la lacerante influencia de la tradición saineteística. El año 1932 fue uno de los firmantes de las Normas de Castellón.  
A partir de la Guerra Civil Española, Almela Vives fue abandonando poco a poco la producción literaria. Su tarea principal a partir de 1939 fue su trabajo como investigador y publicista. Dedicó un importante esfuerzo a los estudios bibliográficos e históricos, consiguiendo un gran prestigio intelectual. Él mismo fue propietario y regentó una librería bibliófila que publicó 43 catálogos con más de 22 000 fichas bibliográficas. Fue archivero del el Archivo Municipal de Valencia y cronista de la ciudad, además de miembro correspondiente de la Real Academia Española, la Real Academia de la Historia, la Real Academia de Bellas Artes de San Fernando de Madrid, la Academia de Buenas Letras de Barcelona y de la Hispanic Society of America de Nueva York.
Al final de su carrera adoptaría una opinión crítica hacia algunas ideas catalanistas, como queda patente en sus escritos a propósito de la obra de Joan Fuster

## Legado
El año 1997 se incorporó a la Biblioteca Valenciana la biblioteca particular de Almela y Vives, donada por sus herederos. Está compuesta por 1072 obras, principalmente de tema valenciano, literarias, de historia, de arte y de ciencias sociales. 

## Obra

### Poesía
- 1928 L'espill a trossos
- 1933 Joujou
- 1948 La llum tremolosa
- 1950 La columna i les roses
- 1955 Les taronges amargues

### Novela
- 1930 Novel·la d'una novel·la, Valencia
- 1935 La dama y el paladín, Buenos Aires

### Teatro
- 1931 L'Antigor, Teatre Alkázar de Valencia, traducida al castellano y estrenada posteriormente en Madrid
- 1932 Lo que no ha segut, Valencia
- 1932 Lenin. Escenes de la revolució russa, con Josep Bolea, Valencia. Traducida al castellano y estrenada en Madrid el año 1936
- 1934 La muller... enganya al marit, Valencia
- 1954 La rondalla de l'estudiant, Valencia

### Investigación
- 1927 Sant Vicent Ferrer, Barcelona
- 1927 La catedral de Valencia
- 1929 Pomell de bibliòfils valencians, editado por la Sociedad Castellonese de Cultura
- 1928 Edición de Spill o Llibre de les dones de Jaume Roig en la colección "Nuestros clásicos" de la Editorial Barcino, Barcelona
- 1930 The "barracas" (cottages) of Valencia
- 1933 Vocabulario de la cerámica de Manises
- 1934 La literatura valenciana
- 1935 La Lonja de Valencia
- 1936 Joan Lluís Vives, Barcelona
- 1936 Teodor Llorente, editado por el Ayuntamiento de Valencia con motivo del centenario del nacimiento de Llorente
- 1942 Lucrecia Borja y su familia
- 1945 El bibliógrafo Justo Pastor Fuster, editado por el Consejo Superior de Investigaciones Científicas
- 1948 El "Llibre de Mustaçaf" y la vida en la ciudad de Valencia a mediados del siglo XVI
- 1949 La bibliografía en España, Valencia
- 1951 La literatura valenciana durante la mitad del siglo XX
- 1953 Folklore... rodado. Tartanas en el suelo de Valencia
- 1955 Panorama històric de la literatura valenciana
- 1957 "Corregudes de joies". El deporte típico valenciano
- 1958 El duc de Calàbria i la seua cort
- 1969 Valencia y su Reino

### Traducción
- Rasputín: El diablo sagrado, René Fülöp-Miller (1891-1963); con profusas fotografías de la época, bibliografía e índice alfabético; Joaquín Gil, Barcelona, 1929.
- Vida nueva, en Dante Alighieri, La Divina Comedia. Traducida al castellano en igual clase y número de versos por el capitán general Juan de la Pezuela, conde de Cheste.  [La Vida Nueva. Traductor: Francisco Almela y Vives. Estudio crítico de Mariano Roca de Togores, marqués de Molíns. Ilustraciones: John Flaxman. Aguilar: 1956.